# Аугусто Мальї
Аугусто Мальї (італ. Augusto Magli, нар. 9 березня 1923, Молінелла — пом. жовтень 1998, Сан-Паулу) — італійський футболіст, опорний півзахисник.
Насамперед відомий виступами за клуб «Фіорентина», а також національну збірну Італії.

## Клубна кар'єра
Народився 9 березня 1923 року в місті Молінелла. Вихованець футбольної школи клубу «Молінелла». Дорослу футбольну кар'єру розпочав 1939 року в основній команді того ж клубу, в якій провів два сезони. 
Згодом з 1941 по 1946 рік грав у складі команд клубів «Фіорентина» та «Болонья».
З відновленням повноцінних футбольних змагань у повоєнній Італії продовжив виступи за «Фіорентину», у складі якої відіграв ще сім сезонів своєї ігрової кар'єри. Більшість часу, проведеного у складі «Фіорентини», був основним гравцем команди.
Протягом 1954—1957 років захищав кольори команди клубу «Удінезе».
Завершив професійну ігрову кар'єру у клубі «Рома», за команду якого виступав протягом 1957—1958 років.
У 1960-х роках переїхав до Бразилії, помер у жовтні 1998 року на 76-му році життя у місті Сан-Паулу.

## Виступи за збірні
З 1949 по 1955 рік захищав кольори другої збірної Італії. У складі цієї команди провів 8 матчів.
1950 року дебютував в офіційних матчах у складі національної збірної Італії. Протягом кар'єри у національній команді провів у її формі лише один офіційний матч.
У складі збірної був учасником чемпіонату світу 1950 року у Бразилії.